# Eduard Kreuter
Franz Maria Eduard Kreuter (* 5. Juni 1864 in Darmstadt; † 15. September 1929 in Wiesbaden) war ein preußischer Generalmajor.

## Leben

### Herkunft
Er war der Sohn des Majors a. D. Franz Kreuter und dessen Ehefrau Barbara, geborene Werle.

### Militärkarriere
Kreuter besuchte das Kadettenkorps und wurde am 16. April 1881 als Portepeefähnrich dem 2. Großherzoglich Hessischen Infanterie-Regiment (Großherzog) Nr. 116 überwiesen. Dort avancierte er am 18. Oktober 1881 zum Sekondeleutnant und war von September 1888 bis August 1891 als Kompanieoffizier zur Unteroffizierschule Biebrich kommandiert. Als Premierleutnant nahm Kreuter im Juli/August 1892 an der Generalstabsreise des XI. Armee-Korps teil. Unter Stellung à la suite seines Regiments folgte am 18. November 1893 seine Versetzung als Kompanieführer an die Unteroffiziervorschule Jülich. Nach seiner Beförderung zum Hauptmann war Kreuter vom 18. Juni 1895 bis zum 17. Oktober 1897 wieder an der Unteroffizierschule Biebrich tätig. Anschließend wurde er unter Ernennung zum Kompaniechef in das Infanterie-Regiment „von Grolmann“ (1. Posensches) Nr. 18 nach Osterode versetzt. Mit der Beförderung zum Major kam Kreuter am 27. Januar 1907 zum Stab des Infanterie-Regiments „von Alvensleben“ (6. Brandenburgisches) Nr. 52 in Cottbus. Vom 17. Dezember 1908 bis zum 17. April 1913 fungierte er als Kommandeur des III. Bataillons. Anschließend folgte als Oberstleutnant seine Versetzung nach Saarlouis zum Stab des Infanterie-Regiments „Graf Werder“ (4. Rheinisches) Nr. 30.
Mit Ausbruch des Ersten Weltkriegs erfolgte gemäß Mobilmachungsplan die Aufstellung des Reserve-Infanterie-Regiments Nr. 30 durch Kreuters Verband. Das neue Regiment formierte sich zu zwei Bataillonen und einer MG-Kompanie und war der 32. Reserve-Infanterie-Brigade der 15. Reserve-Division unterstellt. Im Verbund der 4. Armee nahm Kreuter an den Schlachten bei Neufchâteau und an der Marne teil. Nach dem deutschen Rückzug lag er mit seinem Regiment in Stellungskämpfen in der Champagne. In den folgenden Winter- und Herbstschlachten konnte sich sein Verband gegen französische Angriffe behaupten. Zwischenzeitlich zum Oberst befördert, nahm Kreuter ab Ende August 1916 an der Schlacht an der Somme teil. Für seine Leistungen wurde er mit dem Kronenorden II. Klasse mit Schwertern ausgezeichnet. Am 20. November 1916 gab er sein Regiment ab und fungierte kurzzeitig als Kommandeur der 37. Landwehr-Infanterie-Brigade. Am 2. und 3. Januar 1917 war Kreuter mit der Führung der neu aufgestellten 236. Infanterie-Division beauftragt und hatte anschließend das Kommando über die 236. Infanterie-Brigade, die er bis Kriegsende befehligte. Nach der Großen Schlacht in Frankreich lag er wieder in Stellungskämpfen in Flandern und wurde am 15. Juli 1918 zum Generalmajor befördert. Als Teile seiner Brigade während der Abwehrkämpfe in der Champagne und an der Maas zu zerbrechen drohte, konnte Kreuter durch seinen persönlichen Einsatz seine Truppen zum Gegenangriff bewegen und den Ort Romagne wieder erobern. Für diese Leistungen verlieh ihm Wilhelm II. am 14. Oktober 1918 den Orden Pour le Mérite. Nach dem Waffenstillstand von Compiègne führte Kreuter die Reste seines Großverbandes in die Heimat zurück und wurde nach der Demobilisierung Kommandeur der Sicherheitspolizei im Rheinland und Westfalen. 
Am 29. März 1920 wurde er schließlich verabschiedet. Bis 1928 teilte sich Kreuter den Vorsitz des Landesverbandes Westfalen im Stahlhelm, Bund der Frontsoldaten mit dem Oberpräsidenten der preußischen Provinz Westfalen Ferdinand von Lüninck.

### Familie
Kreuter war mit Julie, geborene von Tschudi verheiratet.